# كافاراتي
كوراتي أو كافاراتي هي عاصمة الإقليم الاتحادي لكشديب،الهند.